# Winhöring

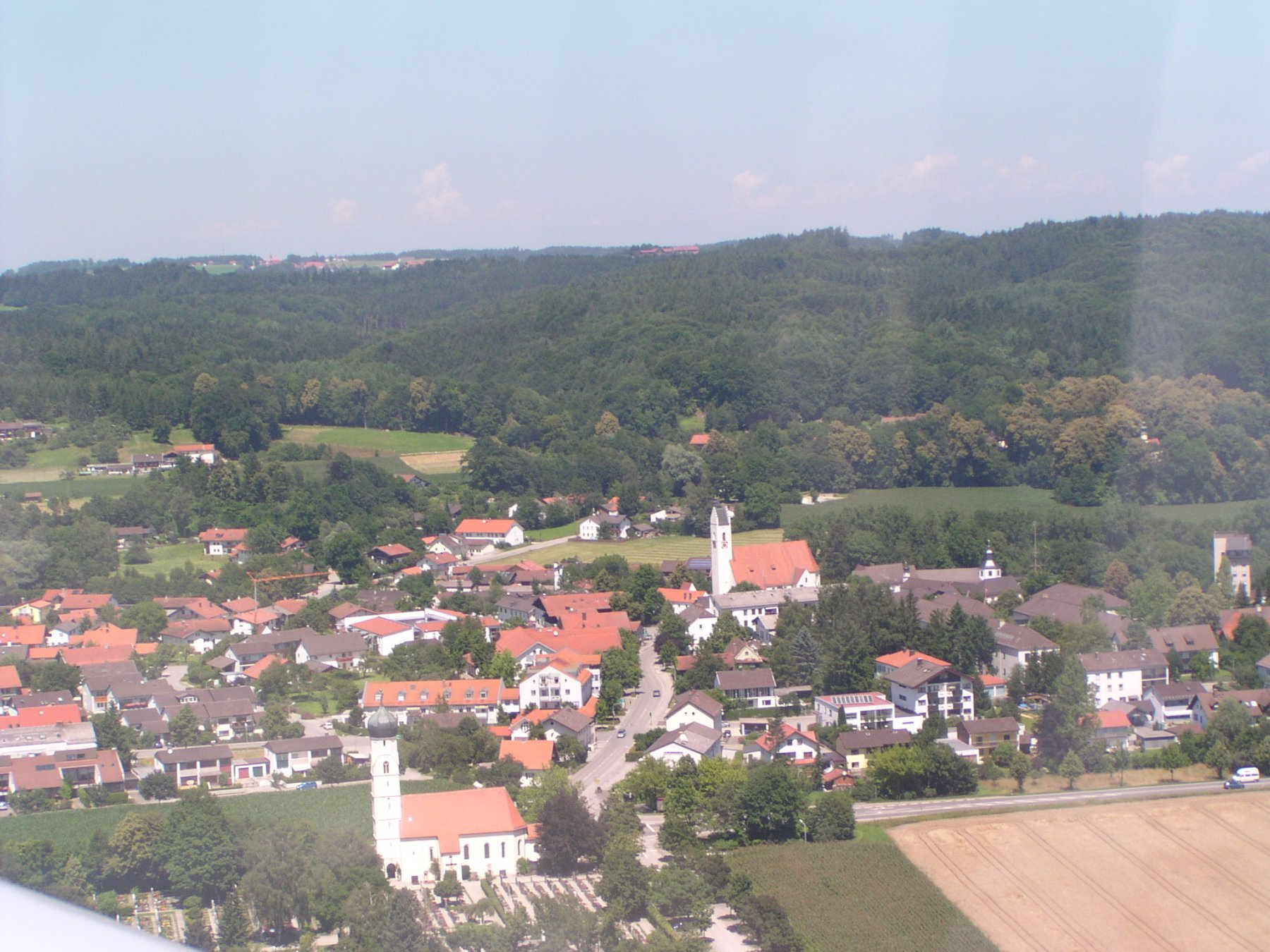
Luftaufnahme vom Ortskern der Gemeinde Winhöring (Aufgenommen am 17. Juli 2004 von Süden). In Bildmitte die Pfarrkirche St. Peter und Paul, im Vordergrund an der Kreisstraße AÖ35 (ehemalige Bundesstraße B299) gelegen die Friedhofskirche (Feldkirche). Das niederbaierische Hügelland beginnt am nördlichen Ortsrand

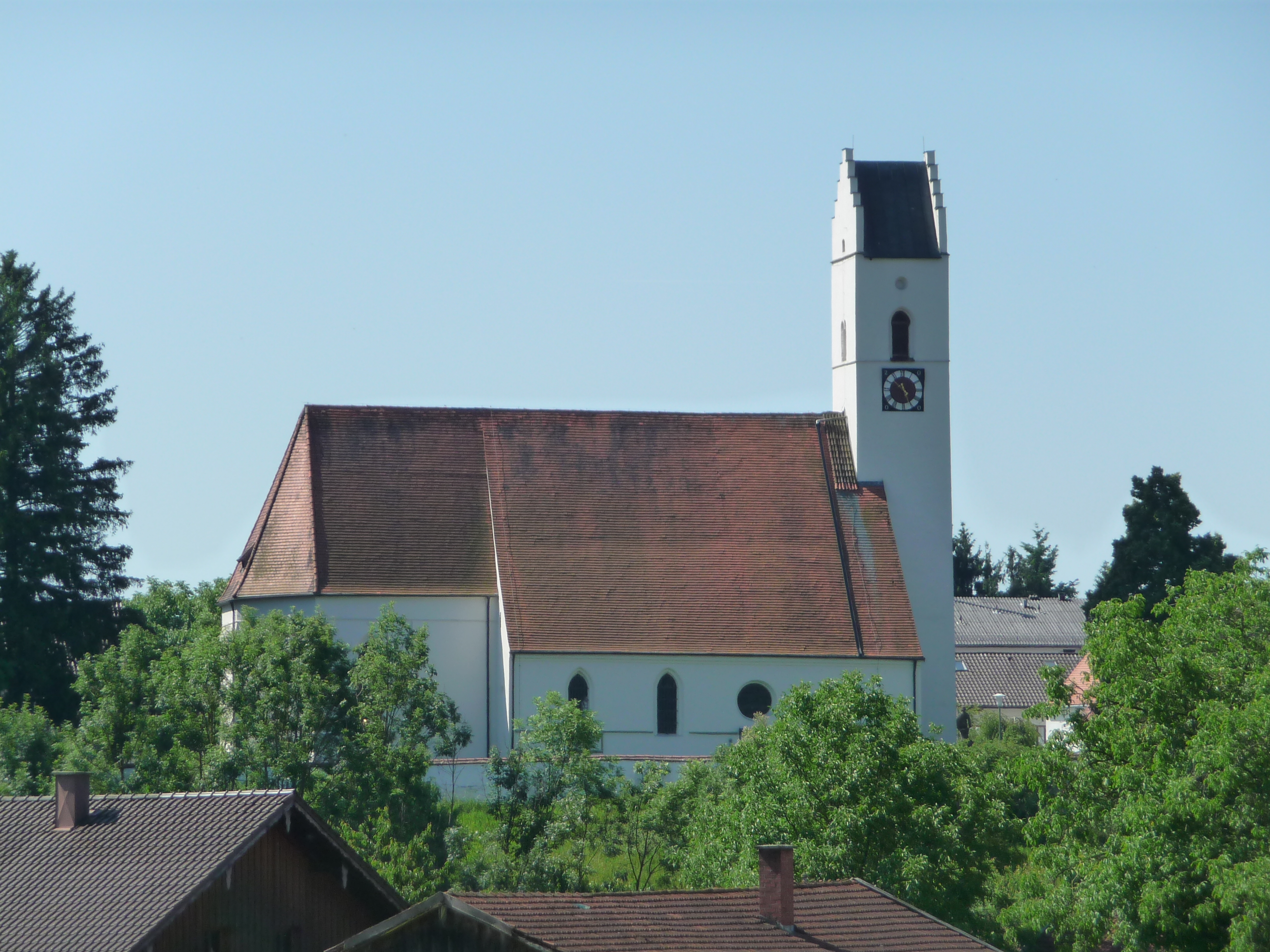
Pfarrkirche St. Peter und Paul

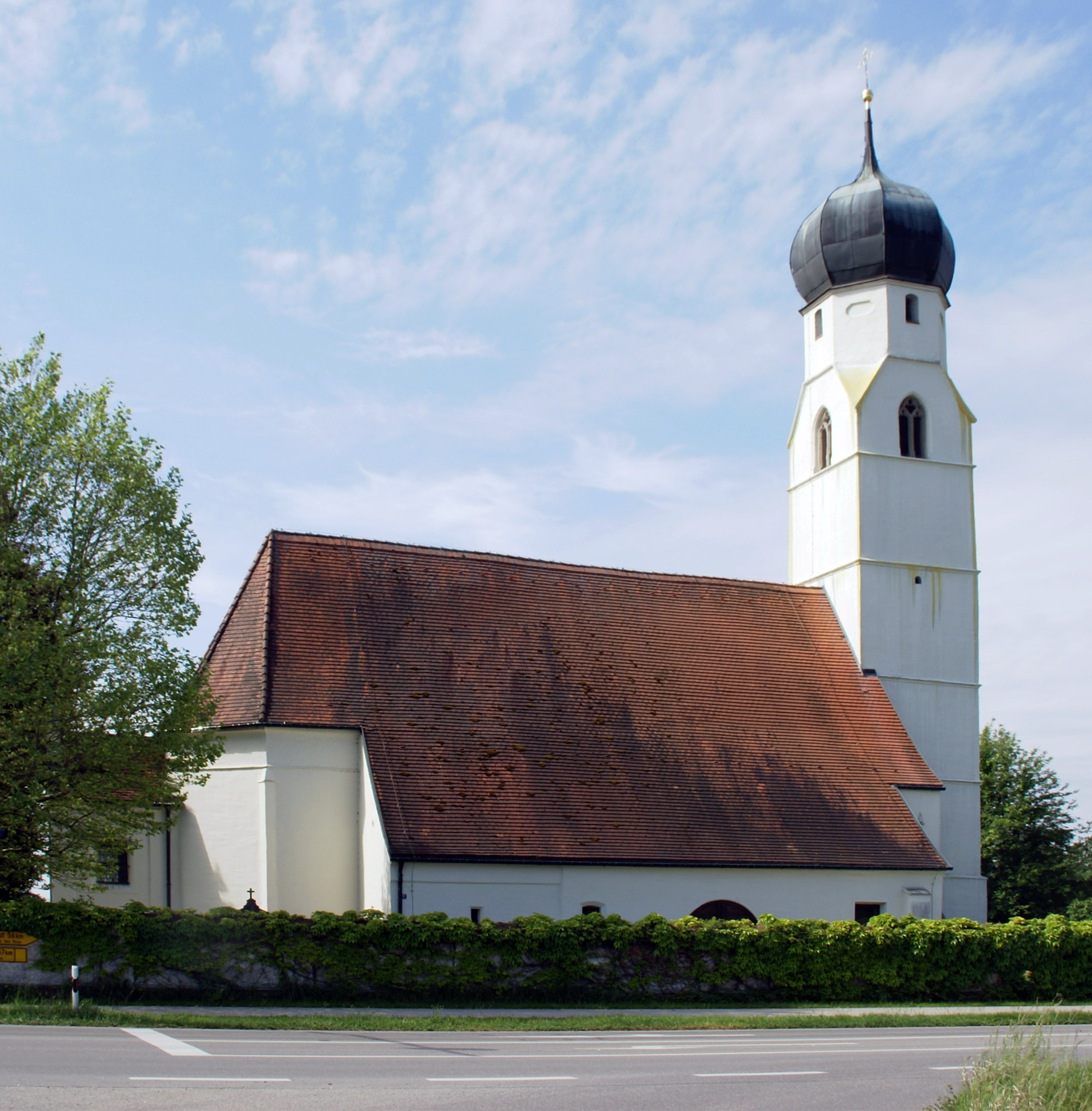
Feldkirche Mariä Namen

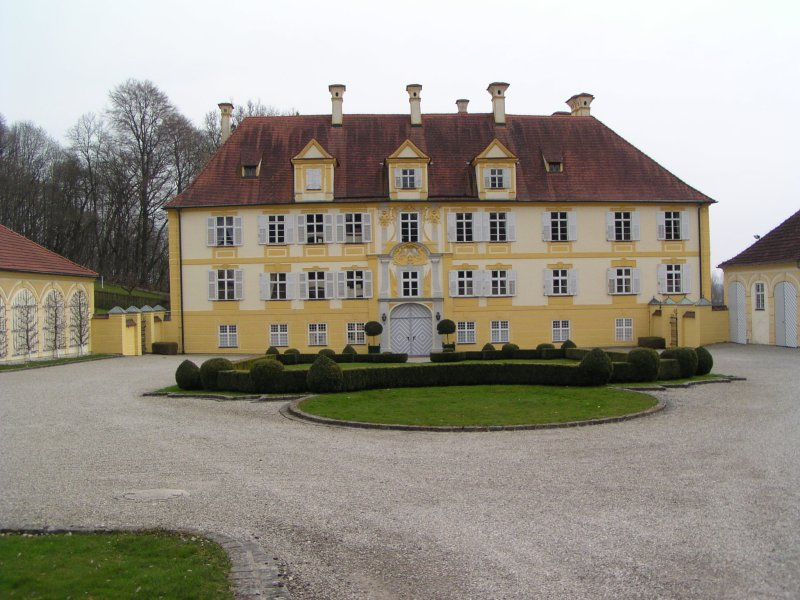
Schloss Frauenbühl

Winhöring (bairisch: Win(n)àring) ist eine Gemeinde im oberbayerischen Landkreis Altötting.

## Geografie

### Geografische Lage
Winhöring befindet sich im Alpenvorland in der Region Südostoberbayern, am Rande des Unterbayerischen Hügellandes im Mündungsdreieck zwischen Isen und Inn. Der Ort liegt rund 90 km östlich der Landeshauptstadt München, 85 km südwestlich von Passau und ca. 70 km nordwestlich von Salzburg, in unmittelbarer Nähe zu den Kreisstädten Altötting und Mühldorf am Inn in der Tourismusregion Inn-Salzach.
Die Ortsmitte liegt auf einer Ebene zwischen Isen- und Inntal. Nördlich der Isen steigt das tertiäre Hügelland (Holzland) innerhalb der Ortsgrenzen auf bis zu 470 m ü. NHN und bildet die nördliche Grenze der Isar-Inn Schotterplatte. Einige Ortsteile, vornehmlich Höfe und Weiler liegen bereits im Hügelland und damit geografisch getrennt von Isen- und Inntal.

### Gewässer
Die Isen führt regelmäßig Hochwasser. Vor der Umsetzung von Hochwasserschutzmaßnahmen führte dies oft zu größeren Schäden an den Gebäuden, zum Beispiel im Jahre 1954 (siehe auch Hochwasser 1954).
| - Aubach - Burgerbach - Haunberger Bach - Inn - Isen - Isenstausee - Reischachbach - Sigrüner Bach - Watzinger Bach |

### Nachbargemeinden
Der Inn bildet im Süden die natürliche Grenze zu den Nachbarstädten Alt- und Neuötting. Im Westen grenzt Winhöring an die Stadt Töging am Inn, im Norden an Pleiskirchen sowie an Reischach im Osten.

### Gemeindegliederung
Es gibt 38 Gemeindeteile (in Klammern ist der Siedlungstyp angegeben):
- Aich (Einöde)
- Aufham (Weiler)
- Blabenzing (Einöde)
- Buchnerschneid (Einöde)
- Burg (Dorf)
- Eck (Einöde)
- Ehegarten (Einöde)
- Eisenfelden (Dorf)
- Enhofen (Dorf)
- Guggenberg (Einöde)
- Guntersberg (Weiler)
- Hart (Weiler)
- Hof (Einöde)
- Holzen (Weiler)
- Illbach (Einöde)
- Kager (Dorf)
- Kautzing (Einöde)
- Kellerstorf (Weiler)
- Kronberg (Dorf)
- Kronberg i.Holzland (Einöde)
- Letzenberg (Einöde)
- Lindloh (Einöde)
- Loh (Weiler)
- Mandelsberg (Weiler)
- Osterham (Weiler)
- Pfaffenbuch (Weiler)
- Raustigl (Einöde)
- Rubenberg (Einöde)
- Salzing (Weiler)
- Schmidstock (Weiler)
- Schmitten (Einöde)
- Staik (Einöde)
- Staudach (Einöde)
- Steinhöring (Dorf)
- Unterau (Dorf)
- Unterhart (Einöde)
- Watzing (Einöde)
- Winhöring (Pfarrdorf)

## Geschichte
Bis vor kurzem wurde davon ausgegangen, dass Winhöring als „Uuiniheringa“ zum ersten Mal 953 urkundlich als päpstlicher Besitz erwähnt wurde. In Urkunden der Bischöfe von Freising ist jedoch bereits am 13. Februar 816 eine Schenkung in Winhöring erwähnt. Winhöring war lange Zeit Sitz einer Hofmark, die seit 1721 im Besitz der Grafen zu Toerring-Jettenbach war. Die Geschichte der Hofmark Winhöring endete 1848, als die Patrimonialgerichtsbarkeit aufgehoben wurde und alle Gerichtsbarkeit dem Staat zufiel.
Winhöring wurde im Zuge der Verwaltungsreformen in Bayern 1818 eine selbständige politische Gemeinde. Bis in die Nachkriegszeit war Winhöring stark landwirtschaftlich geprägt, lediglich im Ortsteil Eisenfelden waren und sind einige größere Produktionsbetriebe ansässig. Heute ist Winhöring hauptsächlich eine Wohngemeinde mit starkem Vereinsleben und vielen Familien.

### Eingemeindungen
Am 1. Januar 1967 wurden Teile der aufgelösten Gemeinde Eggen nach Winhöring eingemeindet.

### Einwohnerentwicklung
Zwischen 1988 und 2018 wuchs die Gemeinde von 4584 auf 4801 um 217 Einwohner bzw. um 4,7 %.

## Religion
Die Bevölkerung der Gemeinde besteht zu etwa 90 % aus Katholiken. Die katholische Kirchengemeinde St. Peter und Paul gehört zum Dekanat Altötting und dem Bistum Passau. Der Pfarrei sind neben der Pfarrkirche St. Peter und Paul noch zwei weitere Kirchenbauten angegliedert: Die Feldkirche Mariä Namen befindet sich im Friedhof an der südlichen Ortsgrenze, die Schlosskapelle St. Bartholomäus im Gemeindeteil Burg ist das Relikt einer mittelalterlichen Schlossanlage. In beiden Filialkirchen werden noch kleinere Andachten abgehalten, z. B. Maiandachten.

## Politik

### Bürgermeister
Erster Bürgermeister ist seit 28. September 2017 Karl Brandmüller (CSU), der sich bei zwei Gegenkandidaten mit 51,6 % der Stimmen durchsetzte. Sein Vorgänger Hans Daferner (CSU) war zurückgetreten. Brandmüller wurde ohne Mitbewerber am 15. März 2020 mit 94,2 % der Stimmen für weitere sechs Jahre bestätigt.

### Gemeinderat
Der Winhöringer Gemeinderat hat 16 Mitglieder. Er tagt einmal monatlich und setzt sich nach der Kommunalwahl vom 15. März 2020 seit dem 1. Mai 2020 wie folgt zusammen:
| CSU     | SPD     | Freie Wähler „Gemeindewohl“ |
| ------- | ------- | --------------------------- |
| 9 Sitze | 3 Sitze | 4 Sitze                     |

### Partnerschaften
Seit dem Jahr 2003 besteht eine Partnerschaft zur österreichischen Gemeinde Pernegg a.d. Mur in der Steiermark.

### Wappen
| Wappen der Gemeinde Winhöring | Blasonierung: „Unter einem silbernen Schildhaupt, darin nebeneinander drei rote heraldische Rosen mit goldenen Butzen, in Blau über einem aus dem unteren Schildrand wachsenden halben silbernen Zahnrad ein silberner Winkel, beiderseits begleitet von einer goldenen Ähre.“ |
| Wappen der Gemeinde Winhöring | Das Wappen wird seit 1955 geführt. |

## Sehenswürdigkeiten
- Pfarrkirche St. Peter und Paul
- Pfarrhof
- Feldkirche Mariä Namen[7]
- Schloss Frauenbühl
- Schloss Burgfried

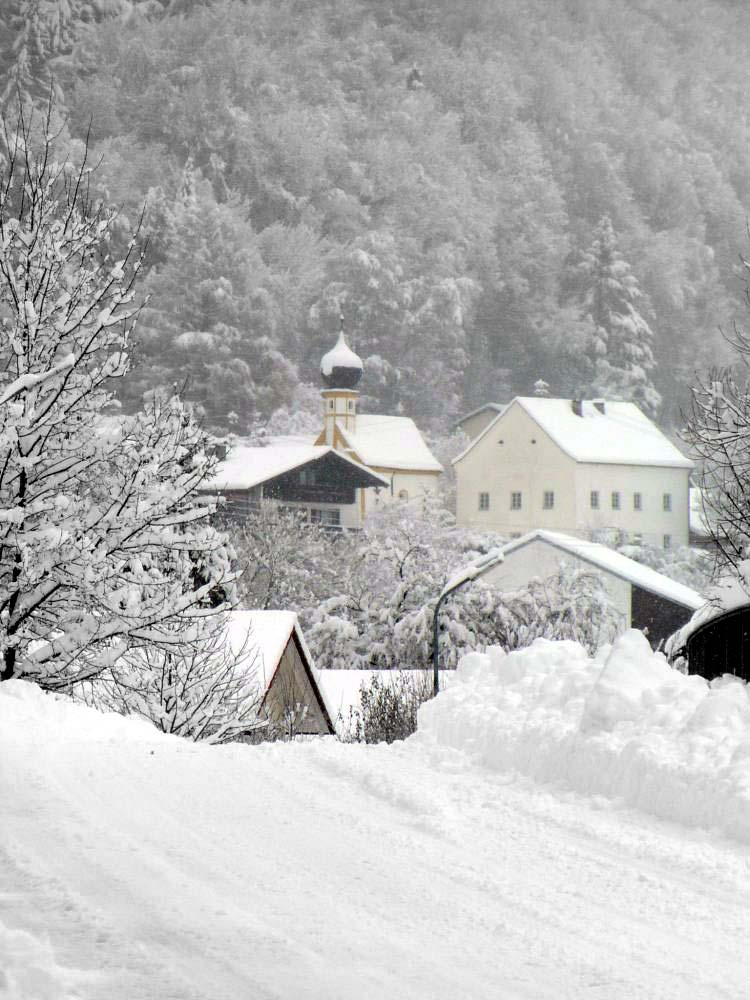
Blick auf die Schlosskapelle St. Bartholomäus in Burg

- Schlosskapelle St. Bartholomäus in Burg
- Ruine der Unterholznerburg in Burg
- Pestkreuz am Wührfeldweg an der Isen

## Verkehr

### Schiene
Im südlichen Gemeindegebiet verläuft die 1871 eröffnete Bahnstrecke München–Simbach, an der sich im Ortsteil Eisenfelden der Haltepunkt Neuötting befindet. Am Haltepunkt halten im Stundentakt Regionalbahnen der Südostbayernbahn zwischen Mühldorf und Simbach. In den Hauptverkehrszeiten verkehren auch schnelle Regional-Express-Züge direkt nach München, die von zahlreichen Pendlern genutzt werden.

### Straße
Das Gemeindegebiet wird durchzogen von den Bundesstraßen 299 (Freilassing-Landshut), jetzt Kreisstraße AÖ 35, und B 588 (Neuötting-Eggenfelden). Die Bundesstraße 588 wurde mittlerweile auf einem kurzen Abschnitt im Gemeindegebiet zur Staatsstraße 2876 abgestuft. Im südlichen Gemeindegebiet verläuft die bereits teilweise fertiggestellte Bundesautobahn 94 (München-Pocking). Der Kreisverkehr an der Feldkirche wurde im September 2019 fertiggestellt, wo früher eine Kreuzung mit Ampelanlage diente.

## Trinkwasserversorgung und Abwasserentsorgung
Die Gewinnung, Aufbereitung und Verteilung des Trinkwassers wird seit 1992 von der Stadt Altötting übernommen. Es erfolgt eine gemeinschaftliche Versorgung der Städte Altötting und Neuötting sowie der Gemeinde Winhöring. Das Trinkwasser wird aus fünf Brunnen gefördert: Drei Brunnen beim Wasserwerk an der Osterwies reichen bis in den 2. Grundwasserleiter des tertiären Grundwasserstroms in 185 bis 207 Metern Tiefe. Zwei weitere Brunnen befinden sich im Staatsforst Altötting und fördern aus dem 1. Grundwasserstock in 62 und 64 Metern Tiefe. Im Wasserwerk Altötting  erfolgt die Aufbereitung des Rohwassers, welche sich hauptsächlich auf die Enteisenung und Entmanganung beschränkt. Dem Wasser werden keine Chemikalien zugefügt. Um Energiekosten zu sparen, läuft die Anlage nur während der Nachtstromzeiten zwischen 22 und 6 Uhr. Nach der Aufbereitung wird das Trinkwasser in das 179 Kilometer lange Hauptleitungsnetz eingespeist (davon 45 Kilometer in Winhöring, in der Gemeinde sind 2016 95,7 % der Bevölkerung an das Trinkwassernetz angeschlossen gewesen). Bei Graming befindet sich ein Hochbehälter  mit 9.000 m³ Fassungsvermögen, der 1991 in Betrieb ging. Er soll Verbrauchsspitzen abdecken und dient der Druckerhaltung im Netz.
Der Brutto-Verbrauchspreis liegt bei 1,38 Euro je Kubikmeter. Mit einer Gesamthärte von 13,4 °dH liegt das Neuöttinger Trinkwasser im Härtebereich "mittel".
Das Abwasser von Winhöring wird in der zentralen Kläranlage Alt-Neuötting behandelt . An die Anlage sind ca. 34.000 Einwohner aus Altötting und Neuötting sowie den Gemeinden Kastl, Teising, Winhöring und dem Markt Tüßling angeschlossen. Der Anschlussgrad der Gemeinde Winhöring lag 2016 bei 89,6 %. Die Kläranlage wurde 1977 in Betrieb genommen. Im Jahr werden etwa 3 Mio. m³ Abwasser gereinigt und in den Inn abgegeben. Der anfallende Klärschlamm wird verfault, mit einer Zentrifuge entwässert und anschließend verbrannt. Das bei der Faulung entstehende Klärgas wird mit in einem Blockheizkraftwerk zur Strom- und Wärmeerzeugung verwendet. So kann die Anlage inzwischen etwa die Hälfte ihres Energiebedarfs selbst decken.

## Bildung und Kultur

### Kindergärten
Unter der Trägerschaft des Pfarrcaritasverbandes werden zwei Kindergärten betrieben. Der Kindergarten St. Peter und Paul befindet sich in der Ortsmitte, Anfang der 1990er Jahre wurde der zweite Kindergarten St. Valentin im Ortsteil Unterau neu erbaut.

### Schulen
Eine Grund- und Mittelschule mit einem flächenmäßig relativ großen ländlichen Einzugsgebiet, teilweise auch von Nachbargemeinden, steht in der Ortsmitte.

### Freizeit- und Sportanlagen
- Gemeindebücherei
- Sportplatz mit Tennisheim und Zweifachturnhalle
- Pfarrheim

### Theater
Die Hofmarkbühne des Winhöringer Arbeitervereins bringt jährlich volkstümliche Theaterstücke und den allseits bekannten „Wi-NARR-inger Narrengsang“ zur Aufführung.

## Staatliche Einrichtungen
Im Gemeindeteil Eisenfelden befindet sich das Zollamt Altötting.

## Persönlichkeiten

### Ehrenbürger der Gemeinde
- Pfarrer Prälat Eduard Hohenester †
- Altbürgermeister Siegfried Marchner †
- Pfarrer BGR Josef Kurz

### Söhne und Töchter der Gemeinde
- Max Neunzert (1892–1982), politischer Aktivist
- Karl Theodor zu Toerring-Jettenbach (1900–1967), Unternehmer